# Pitschen-Pickel
Pitschen-Pickel (niedersorbisch Pěscyna-Pjakło) ist ein Ortsteil der Gemeinde Heideblick im Landkreis Dahme-Spreewald in Brandenburg.

## Geographische Lage
Der Ortsteil liegt rund neun Kilometer westlich von Luckau und nördlich des Gemeindezentrums. Die umliegenden Gemeinden und Ortsteile sind (im Uhrzeigersinn): Paserin, Uckro, Langengrassau, Kemlitz sowie Schlagsdorf. Westlich der Gemarkung führt die Bahnstrecke Berlin–Dresden in Nord-Süd-Richtung an dem Ortsteil vorbei.
Pitschen ist der nördlich gelegene der beiden Dorfteile, Pickel der südliche Teil.

## Etymologie
Der örtliche evangelische Pfarrer Wulf-Ekkehard Schenck leitet in einer Sendung des RBB den Namen der beiden Dörfer Pitschen-Pickel aus dem Sorbischen ab. Demzufolge ist Pitschen nach dem slawischen petschina = „Dorf, das auf dem Sand gebaut ist“ abgeleitet (vgl. pěsk, „Sand“), während Pickel nach dem slawischen pjetlow = „am Abhang / in der Schlucht“ benannt ist. Damit wird auf das Runddorf beziehungsweise das Sackgassendorf hingewiesen. Der sorbische Sprachwissenschaftler Arnošt Muka leitet den Ortsnamen Pickel von dem Wort pjakło = „Hölle“ ab.

## Geschichte
Die Ersterwähnung des Ortes Pickel erfolgte bereits im Jahr 1452; Pitschen wurde dagegen 1527 erstmals urkundlich erwähnt. Zu dieser Zeit muss jedoch bereits eine Siedlung entwickelt gewesen sein, denn die im Dorf befindliche Feldsteinkirche entstand im 15. Jahrhundert. 1563 verkaufte Hans von Stauchwitz das Dorf an Casper von Klitzing. Aber 1607 ging das Gut Konkurs und wurde von Zacharias von Schlieben erworben. Aber um 1632 ging es dann an Ulrich von Stutterheim der auch Golßen besaß. Im 17. und bis Mitte des 18. Jahrhunderts war Pitschen ein Gut der in der Region um Golssen weit verzweigten Familie von Stutterheim. Aus dem Jahr 1723 sind 10 Feuerstellen überliefert. 1729 verkaufte nun Heinrich von Stutterheim das Gut an seinen Schwiegersohn und Amtshauptmann Friedrich Erdmann von Oppen-Krausnick. Dessen Erben verkauften an den Landrichter Siegmund Friedrich Rex auch Besitzer von Uckro. Bereits 1765 erwirb Ludwig von Maltitz das Gut und 1776 Hans Dietrich von Raschchauw († 1796). Dieser gibt es an seinen Schwiegersohn Amtshauptmann Philipp Gottlieb August Strobwitz genannt Misitschek von Wischkau († 1813), von dessen Witwe kauft es der Oberamtmann Wilhelm Ludwig Anton Schlesinger, nachmals nobilitiert in von Uckro.
Das Angerdorf entwickelte sich bis in das 19. Jahrhundert hinein eigenständig und gehörte zu Falkenberg, während Pickel mit Uckro und Paserin verbunden war. Später übernahm die genannte briefadelige Familie von Uckro auf Uckro das hiesige Rittergut. Für 1914 weist das Hauptstandwerk der Landwirtschaftlichen Adressbücher für das Rittergut Pickel 309 ha und für Pitschen 636 ha aus. Beide gehörten zum Gutskomplex Uckro des Paul von Uckro. Insgesamt gehörten dem Kaiserlichen Geheimen Regierungsrat mit Paserin noch hinzu 1760 ha. Schwerpunkt war die Schafswirtschaft. Die Familie von Uckro wurde erst 1865 in den Adelsstand erhoben und gehörte damit zum so genannten Briefadel, beginnend mit Ludwig (1792–1874) und Friedrich Wilhelm Emil (1827–1900), beide auch Gutsbesitzer von Pitschen und Pickel. Johannes von Uckro setzte die Besitzesfolge auf Uckro, Paserin, Pitschen und Pickel fort, 1929 zusammen wiederum 1760 ha und damit sehr konstant in der Größe. Weitere Höfe über 20 ha nennt das Güter-Adressbuch nicht zu jener Zeit. Mit der Bodenreform endete die Geschichte des Rittergutes 1945.
Am 14. April 1966 wurden beide Dörfer zusammengelegt. Das Gutshaus wurde einige Jahrzehnte u. a. von der Gemeinde genutzt. 1995 gründete sich der Freizeitverein Pitschen-Pickel. 2003 entstand ein Freizeitzentrum. Seit 2019 nutzt ein aus Leipzig stammendes Künstlerehepaar das alte Herrenhaus und saniert es stufenweise. Das Gutshaus ist regelmäßig für die Öffentlichkeit zu Lesungen und Ausstellungen geöffnet.

## Kultur und Sehenswürdigkeiten
Die Dorfkirche Pitschen ist ein Saalbau aus Feldsteinen und entstand im 15. Jahrhundert. 1675 baute die Kirchengemeinde eine Patronatsloge an. Im Innern befindet sich ein Kanzelaltar mit einem Aufsatz aus dem Jahr 1684 sowie ein Kanzelkorb aus 1725/1726. In der Liste der Baudenkmale in Heideblick ist die Kirche als Baudenkmal aufgeführt.

## Wirtschaft und Infrastruktur

### Wirtschaft
Der Ortsteil ist von landwirtschaftlichen Betrieben geprägt. Daneben gibt es eine Gaststätte sowie mehrere Unterkünfte für Touristen.

### Verkehr
Über die Kreisstraße 6134 besteht in südlicher Richtung eine Anbindung an die Bundesstraße 102. In der nördlichen Verlängerung dieser Kreisstraße wird Wildau-Wentdorf erreicht, während eine weitere Straßenverbindung nach Westen hin einen Anschluss an Dahme/Mark ermöglicht. Die Regionale Verkehrsgesellschaft Dahme-Spreewald betreibt den Busverkehr nach Luckau und Dahme/Mark. Pitschen-Pickel liegt an der Bahnstrecke Berlin–Dresden, der nächstgelegene Bahnhof ist drei Kilometer südlich der Bahnhof Luckau-Uckro.